# 中國基督教史
“基督教”在中国有多個意涵。包括东正教、天主教、新教在内，以基督耶稣为救主的宗教。另一则是口語習慣上的專指新教，或曰更正教、反对教等。本词条指的是前者。基督教的传统认为多马（“印度使徒”）或巴多罗买是最早将基督福音带到中国的人。而有确切历史记载的是公元635年，唐朝初年，唐太宗貞觀九年，基督教初次来到中国。

## 唐宋

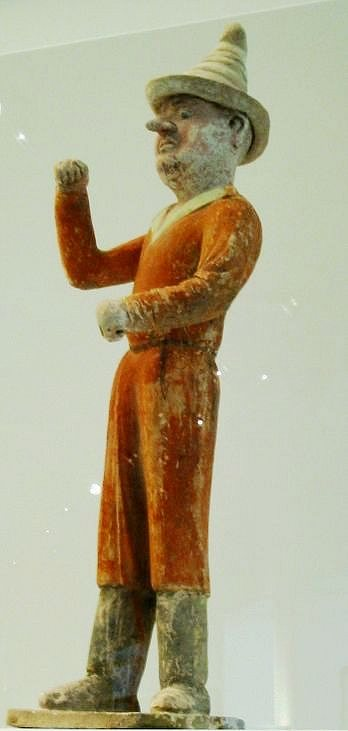
唐朝（7世紀）時在中國北方發現的西方傳教士像

基督教傳入中國最早的确切记载是唐太宗貞觀九年（635年），此時進入中國的是聂斯托留派，來華後被稱為景教，在華的中心大主教區就設在長安。當時的基督教東方教會從大秦國（其实是来自波斯而非古羅馬）派出主教阿羅本攜帶《聖經》（敘利亞文）到長安譯經傳教，獲唐太宗李世民歡迎，派由宰相房玄齡率儀仗隊到西郊迎接，進入皇城。太宗請阿羅本主教在藏書殿內翻譯《聖經》，並「問道禁闈」（進宮講道）。他們的主要工作有：興建修道院、翻譯聖經還有出版一些信道基要的書籍。唐太宗御賜「阿羅本」名號，意思是「上帝所差遣來的」。
貞觀十二年（公元638年），太宗特下詔令，准許阿羅本傳教，並由朝廷撥款在長安城義寧坊修建波斯寺（後改名大秦寺，即景教禮拜堂），是為基督教入華所建的第一個禮拜堂。開堂時，受洗入教21人，均為波斯人。
永徽元年（公元650年），高宗封阿羅本為鎮國大法主，在全國各州設立基督教堂，景教傳遍全國。聖曆元年（公元698年）至開元元年（公元713年），朝廷推崇佛教，景教屢受佛、儒攻擊，遭到排斥，得僧首羅含、大德及烈的維持而不墜。有學者同時認為，由於當時景教內部爭鬥，以及未普及深入民間、建立當地的同工，以致教會未能發展起來。
開元二十年（公元732年），波斯國王派遣首領潘那密與景教主教及烈到長安朝貢，玄宗授首領潘那密果毅將軍稱號，賜給及烈主教紫袈裟1件及帛50匹。同時指派自己的5個兄弟親臨景教寺參加禮拜，景教復又進入發展期。
天宝三年（744年），大秦国教士佶和来京行道，拜見皇帝。玄宗下詔令教會長老羅含、普論等17位景教士和新來的波斯主教佶和在興慶宮舉行大禮拜，讀經、祈禱，求神賜福皇帝和國家。玄宗親筆為景教寺題寫匾額，以光耀景教門庭。天寶四載（公元745年），長安波斯寺改稱大秦寺。建中二年（公元781年），波斯人伊斯在周至大秦寺立大秦景教流行中國碑，記錄景教入唐一百五十年的發展歷程。
唐肃宗在位時，令灵武等五郡，重建教堂。會昌五年（845年）唐武宗篤信道教，下旨滅佛，景教受到株連，當時有教士2,000多人被驅逐出境，一時絕跡於中原。唐宣宗大中四年（850年），大主教阿多爵统理中华、印度两国教务，派教士东来，建教堂传教无阻。
五代時期，景教雖在長安遭到破壞但未絕跡。北宋太平興國五年（公元980年），東方教會大主教派遣5位傳教士隨從那玆蘭主教到華，考察與整頓基督教堂事務，時西安的景教寺被毀，教徒多橫死，殘留教徒不多，唯有周至大秦寺存留。

## 元朝

### 聂思脱里派获得恢复
- 元朝開始，由於大量色目人來到中國，使中國景教徒数量回升。马可·波罗和一些中世纪西方学者指出中国和蒙古有很多景教小团体存在，特别是蒙古克列惕（Kerait）、汪古惕（Ongut）两部族信奉景教。當時他們在帖八里的主教曾一度與當時新興的天主教傳教士發生衝突。元朝的景教徒称为“也里可温”（arkagun），享受免兵役和免税的特权。据马可·波罗报告，元大都、山西大同、甘肃敦煌、肃州、甘州、凉州、宁夏、新疆喀什噶尔、叶尔姜、依犁，江苏扬州、浙江杭州、镇江，浙江温州、福建泉州都有景教徒和景教寺；元代著名的景教僧人有扫马和雅八阿罗诃。根据后来在泉州出土大量景教文物，可知福建泉州是当时中国南方景教的中心。
- 元世宗忽必烈的母亲唆鲁禾帖尼是景教徒。

### 天主教开拓东方
- 1243年，教宗依诺增爵四世派西班牙方济会会长柏郎嘉宾（Giovanni da Pian del Carpine）到蒙古帝国传教，于1246年抵达蒙古帝国上都哈拉和林，晋见蒙古大汗贵由（窝阔台之子），但是未能说服贵由皈依天主教，于次年返回[4]。
- 1243年同年，教宗还派方济教士罗兰，道明会士安息灵二位传教士到华南传教。但二人未成功到达[5]。
- 1252年法王路易九世派遣方济会修士吕柏克（鲁不鲁乞）出使蒙古，1254年1月3日吕柏克到达和林晋见蒙哥[6]。

### 马可波罗与扫马
- 1265年意大利天主教基督徒尼古拉·波罗和马飞奥·波罗兄弟抵达蒙古帝国首都大都（今北京），受到元世祖忽必烈的接见，派遣他们回报聖座，请聖座派遣传教士来元帝国。波罗兄弟于1269年回到家乡，教宗克勉四世于一年前去世。不久教宗額我略十世當选，派遣两名道明会修士伟立尔莫、尼格老跟随波罗兄弟前往元帝国。尼古拉·波罗还带上了他的15岁的儿子马可波罗。两位教士半途而返。1271年马可波罗一家三人带着教宗给元帝国皇帝的信动身，于1275年再次回到中国。此后马可波罗在元帝国任职达17年。多年之后，他所口述的《马可·波罗游记》，激起了整个西方对中国的遐想[7]。

- 1287年来自元朝的景教徒扫马代表蒙古伊儿汗国出使欧洲，1288年抵达罗马，拜访教宗，并接受了教宗尼各老四世致元朝皇帝忽必烈的信。1289年扫马返回伊儿汗国。扫马对聖座的访问，促成尼各老四世派遣传教士前往中国。

### 方济会进入中国
- 1289年，教宗尼各老四世派遣天主教方济会神父意大利人孟高维诺（1247年－1328年）为北京的主教，隶属各省主教7人[3]。他从伊儿汗国走海路，途径印度，1291年抵达中国泉州，于1294年进入元大都（今北京），受到元成宗铁穆尔的欢迎，获准在大都自由传教。1299年和1305年分别在大都建成2个教堂，有三万余人入教[3]。
- 1303年，阿诺德·冯·科隆（Arnold von Koln）到达大都协助孟高维诺。
- 1313年，聖座派遣方济会修士日辣多（哲拉多·阿布意尼）等七人前往中国，其中1人留在途中传教，3人死于印度，到达中国只有3人。日辣多被任命为泉州教区第一任主教，斐莱格林和安德鲁留大都传教。至此天主教在中国建立了大都和泉州两个主教区。
- 1322年，方济会修士鄂多立克（和徳理）从意大利抵达中国旅行。经泉州入中国，游历福州、杭州、金陵、扬州、明州、北京等地旅行，取道西藏回国。后在病榻上口述东游经历，由他人笔录成书《鄂多立克东游录》
- 1333年，教宗若望二十二世任命方济会修士尼古拉为北京主教[8]。
- 1338年，热那亚传教士安德鲁作为元帝国使臣出使欧洲，前往阿维侬拜见教宗本笃十二世。随后本笃十二世派遣马黎诺里（Giovanni de' Marignolli）为使臣，率领修士团五十余人来华。至正二年（1342年）抵达北京，晋见元顺帝[9]。1345年，马黎诺里返回亞维侬。

### 元末基督教被摧毁
- 1362年，泉州第五任主教雅各伯（威廉·甘勃尼），在亦思巴奚戰亂中被杀害。
- 1368年，明朝建立，摧毁了所有外族色彩的事物，包括天主教和聂思脱里派。基督教于元朝滅亡时，再次中斷。

## 明朝

### 沙勿略长眠上川岛
- 嘉靖三十一年（1552年），受葡萄牙国王保护的天主教耶稣会的纳瓦拉（今西班牙境内）传教士方济各·沙勿略神父到达中国广东的上川岛，但得不到进入大陆的许可，带着遗憾死在了岛上。
- 嘉靖三十五年（1556年），道明会葡萄牙传教士达克鲁斯（Gaspar da Cruz，1520-1570） 抵达中国澳门。1570年他的《中国志》（Tractado emque se cōtam muito pol estéco as cous da China）在欧洲出版。
- 嘉靖三十六年（1557年），葡萄牙租借澳门。

### 登陆中国
- 万历三年（1575年），奥斯定会西班牙籍修道士马丁·德·拉达（Martín de Rada，1533年6月30日－1578年6月）在中国厦门登陆。
- 万历六年（1578年），驻澳門的耶穌會远东观察员範禮安神父認識到在文化发达的中國傳教需要改變策略，於是他从印度调来了几位年轻的传教士，让他们学习中国语言，并希望他们今后傳教時得到中國官員的支持。这里面就有罗明坚（Michele Ruggieri）、巴范济（Francois Pasio）和利玛窦（Matteo Ricci）。
- 万历七年（1579年），罗明坚到广州，后返回澳门。
- 萬曆十年（1582年），羅明堅和巴范济被允许在广东肇庆定居并传教，第二年利瑪竇也抵达肇庆，使天主教在中國大陆得以立足。
- 万历十三年（1585年），範禮安任命葡萄牙籍教士孟三德任中国教区区长，潜入肇庆居留。
- 1586年，天主教马尼拉主教参与西班牙菲律宾总督主持的武力征服中国计划的制定。该计划因1588年西班牙无敌舰队被英国摧毁而放弃。
- 万历二十五年（1597年）耶稣会意大利籍教士郭居静来华。意大利籍教士龙华民（Nicholas Longobardi，1559年－1654年）来华。
- 万历二十七年（1599年）），利玛窦首次进京，但是未能立足，返回南方。耶稣会西班牙籍教士庞迪我来华。

### 利瑪竇永驻京城
- 万历二十九年（1601年），利瑪竇、庞迪我携带大量礼品再次进京覲見明神宗，终于获得在京永驻的许可，在士大夫中建立良好聲譽和關係，開啟了日后其他傳教士進入中國之門。
- 万历三十一年（1603年），青年徐光启在南京受洗，获教名保禄（Paul）。
- 1605年，耶稣会传教士鄂本笃（Bento de Góis），从印度出发，经古丝绸之路，经过四年长途跋涉，于1605年抵达中国肃州，因劳累死在那里。他的日记被利玛窦整理發表，证实马可波罗描述的契丹就是中国。
- 万历三十四年（1606年）耶稣会意大利籍教士熊三拔来华，协助「钦天监」修订历法。
- 万历三十八年（1610年），李之藻1610年在北京受洗。
- 万历三十八年（1610年），利玛窦去世，龙华民接任，他对利玛窦宽容中国教徒尊孔敬祖表示不满，这成为中国礼仪之争的开始。同年耶稣会比利时籍传教士金尼阁来华，抵达南京跟随高一志、郭居静学习汉语。意大利籍传教士毕方济抵达澳门。
- 万历三十九年（1611年），杨廷筠在杭州受洗。
- 万历四十一年（1613年）毕方济抵达北京。耶稣会意大利籍教士艾儒略到中国泉州传教。
- 万历四十一年（1613年）耶稣会葡萄牙传教士曾德昭到达中国南京，1636年返回欧洲，途上完成了《大中国志》。

### 南京教案
- 万历四十四年（1616年），发生南京教案，许多天主教传教士被驱逐。
- 万历四十八年（1620年），耶稣会传教士邓玉函、罗雅谷、汤若望、傅汎际（Francisco Furtado, 1589-1653）跟随金尼阁抵达澳门。
- 天启二年（1622年），耶稣会德意志教士汤若望进入中国内地传教。耶稣会西班牙籍教士费乐德（Rodrigue de Figuerdo 1594-1642）来华。明熹宗敕教士罗如望阳玛诺龙华民等制造军用铳炮[3]。
- 天启三年（1623年），意大利教士艾儒略、毕方济奉召至京。
- 天启四年（1624年），耶稣会葡萄牙教士伏若望（Jean Froes 1590-1638）来华。
- 天启七年（1627年），汤若望被派往陕西传教。
- 崇祯二年（1629年），耶稣会葡萄牙教士瞿西满（Cunha, Simão da 瞿西滿, 1589-1660）来华。

### 汤若望与《崇祯历书》
- 崇祯三年（1630年）汤若望第二次来到北京，奉召任职历局，协助徐光启编修《崇祯历书》。
- 崇祯十年（1637年）耶稣会意大利籍教士利類思来华抵达北京，1640年应东阁大学士刘宇亮邀请赴四川成都绵竹等地传教。
- 崇祯十三年（1640年）耶稣会葡萄牙籍教士安文思来华，抵达杭州，1642年前往四川。
- 崇祯十六年（1643年）耶稣会意大利籍教士卫匡国来华。

### 天主教与明末动乱
- 天启二年1622年，18岁的郑芝龙在澳门受洗加入天主教，教名Nicolas。
- 崇祯十三年（1640年），耶稣会德国籍教士瞿安德（Fr.A.X.Koffler 1615-1651） 来华。
- 崇祯十七年（1644年），李自成攻入北京，汤若望留京未受虐待。清军入京之后，汤若望继续被留用。
- 崇祯十七年（1644年），耶稣会传教士利类思和安文思在成都入张献忠幕僚，后被清军俘虏押往北京。
- 南明弘光元年（1645年），耶稣会波兰籍教士卜弥格（Michel Boym，1612—1659 ）来华。
- 南明永曆二年（1648年），瞿安德在南宁为王太后、馬太后、王皇后施洗入教，后又为皇三子朱慈炫（后被封为太子）施洗，教名君士坦丁。
- 永曆四年（1650年）十月，传教士卜弥格作为南明皇帝的使者與南明官員陳安德出使聖座和西欧各國。

## 清朝

### 聖座在华设立宗座代牧区
- 順治五年（1648年）1月15日，道明會西班牙传教士劉方濟在福建福安湖山被斬首處決。
- 順治七年（1650年），順治帝颁布容教敕書[10]。
- 順治八年（1651年）诰封汤若望为通议大夫[3]。
- 順治十三年1656年，教宗亚历山大七世下敕谕，允许中国天主教徒祭祖祭孔
- 順治十四年（1657年），上赐御书堂额“通微佳境”敕悬宣武门天主堂，又御制《天主堂碑》[3]。
- 順治十五年（1658年），诰授汤若望光禄大夫，并恩赏若望祖先三代一品封典[3]。
- 順治十六年（1659年），耶穌會比利時傳教士南懷仁跟随卫匡国同船來華傳教。
- 順治十六年（1659年），聖座成立传信部（Congregation for the Propagation of the Faith），以图替代原来的葡萄牙与西班牙分别控制的保教区（Padroado）。
- 1659-1660年，聖座传信部分別成立了東京宗座代牧區（越南北部和寮國、中国雲、黔、湖、桂、川等地）、交趾宗座代牧區（管越南南部、中国粵、閩、浙、贛等地），和南京宗座代牧區（管蘇、豫、魯、晉、陝和東北、朝鮮等地），由教宗直接任命“宗座代牧”。而在此之前，前往中国的传教士都是分别从澳门（耶稣会）和马尼拉（方济各会、奥斯定会、道明会）派出的。

### 湯若望的曆獄
- 康熙五年（1666年），徽州府新安衛官生楊光先上書《辟繆論》，誣告德國傳教士欽天監監正湯若望的《時憲曆》十謬，為七年前入葬的榮親王的入葬時間和地點「俱犯殺忌」。顧命大臣鰲拜也不滿漢人及外邦人參議朝政，於是支持楊光先，把湯若望、南懷仁、利类思，安文思等人收押獄中，並株連許多在華傳教士，史稱「曆獄」。

### 中国礼仪之争
- 崇祯四年（1631年）1月2日或3日，受西班牙国王保护的道明会的高奇神父（Ange Cocchi？－1633年）从菲律宾抵达中国福建北部的福安，正式开始对华传教。并对受葡萄牙国王保护的耶稣会宽容中国信徒祭祖尊孔表示不满。
- 崇祯六年（1633年），道明会传教士黎玉范（P. Juan B. Morales）和方济会传教士利安当（Antonio de Santa Maria Caballero，OFM，1602-1669）到福安。
- 顺治二年（1645年），接替高奇神父的黎玉范神父（Juan Bautista Morales 或 Jean—Baptiste Moralès1597-1664）特意赶到罗马向聖座报告耶稣会的行为，将旷日持久的中国礼仪之争公开化。
- 顺治七年（1650年），耶稣会中国传教团委派卫匡国赴聖座，陈述耶稣会关于中国礼仪之争的见解。获得教宗亚历山大七世的理解。1656年，教宗亚历山大七世下敕谕，允许中国天主教徒祭祖祭孔
- 1667年，因「曆狱」而被羁押在广州的包括耶稣会、道明会、方济会会士共23人召开了一场长达四十天的会议，讨论在华传教的方针，最后通过的决议之一，是遵守教宗於1656年的裁定。
- 康熙九年（1670年），方济会西班牙籍教士利安定（Augustinus A. S. Paschali）来华。
- 康熙十五年（1676年），教宗克勉十世任命中国籍传教士罗文藻担任南京宗座代牧區代牧。他是历史上第一位中国籍主教，也是1926年以前惟一的一位中国籍主教。
- 康熙二十七年（1688年），法国国王路易十四派遣法国耶稣会传教士白晋、张诚、洪若翰、刘应、李明等五人来华。在北京建立法国耶稣会。该会成员大多反对所谓“利玛窦规矩”。
- 康熙二十八年（1689年），中俄签订《尼布楚条约》时，传教士徐日升、张诚被任用为译员。
- 康熙三十一年（1692年），在索额图和传教士张诚、徐日升等人的游说下，康熙连下两道谕旨，礼部即奉旨依议：“……西洋人并无违法之事，反行禁止，实属不宜。相应将各处天主堂俱照旧存留；凡进香供奉之人仍许照常行走，不必禁止。俟命下之日，通行直隶各省。”明确表示传教士可以在中国百姓中传播天主教教义，中国老百姓也可以领洗成为天主教基督徒这被传教士称之为“基督教宽容敕令”。
- 康熙三十二年（1693年），巴黎外方传教会的颜珰宗座代牧在他所管辖的福建代牧区内，发布了禁止中国教徒实行中国礼仪的禁令，引发聖座与清王朝的对抗。
- 康熙三十二年（1693年），康熙派遣白晋为使臣出使法国。
- 康熙三十四年（1695年），耶稣会法国传教士艾若瑟到中国澳门传教，1699年至1701年到河南开封、山西太原接管教务。
- 康熙四十三年（1704年11月20日），教宗克勉十一世（1700年－1721年在位）发出禁约，正式禁绝中国礼仪。
- 康熙四十六年（1707年），教宗代表铎罗来华發布南京教令，禁止中国教徒敬拜祖先，再度引发中国礼仪之争，康熙帝为澄清真相，派遣艾若瑟出使聖座，中国教徒樊守义随行。
- 康熙四十六年（1707年），聖座将福建传教区交给反对中国传统礼仪的道明会，耶稣会撤离福州。
- 康熙四十七年（1708年），传教士白晋、杜德美、雷孝思等人主持测量绘制全国地图，历时11年，绘成《皇舆全览图》。
- 康熙五十四年（1715年），教宗克勉十一世颁布“自即日起”通谕，重申1704年禁令。
- 康熙五十九年（1720年），聖座为中国礼仪之争事，派嘉乐（Jean Ambrose Charles Mezzabarba）主教来华，重新禁令。康熙帝在二十九天之内，召见嘉乐六次，详为解说供牌及称天为上帝意义，并说 “朕原视中外一家，不分彼此”[11]。
- 雍正元年（1723年），闽浙总督满保上疏请将各省西人除晓通技艺者外，余俱送往澳门安置，改天主堂为公廨，严禁入教，获准。天主教正式被禁。

### 天主教进入西藏
- 康熙四十六年（1707年）至乾隆十年（1745年），天主教嘉布遣会（Capuchin）修士定居拉萨，后被驱逐。
- 康熙五十五年（1716年），耶稣会意大利传教士伊波利托·德西德里从印度进入拉萨。1721年他被嘉布遣会修士排挤出西藏。

### 雍乾嘉禁教与早期天主教殉道者
- 康熙十七年（1678年），道明会西班牙传教士刘方济（嘉彼辣），因仇教风波，在福建被差役斩首。他是明末天主教重返中国以来的第一个殉道者。
- 雍正元年十二月（1724年），礼部奏请在全国禁止传习天主教获准，除在京为宫廷服务的侍士照旧供职，允许进行内部宗教活动以外，其余传教士皆被勒令回国。
- 乾隆十一年（1746年），乾隆下达禁教令。
- 乾隆十二年（1747年5月26日），道明会西班牙传教士白多禄（Pedro Sanz）因禁教期间潜入福建传教，被斩首于福州西门外。
- 乾隆四十九年（1784年），因湖北、陝西地方官分別查獲前往該地傳教的傳教士數人，乾隆再度下禁教令。
- 嘉庆十年（1805年），嘉庆皇帝因川楚教乱起事，下令禁止天主教。
- 嘉庆十九年（1814年），第一位中国天主教教徒殉道者吴国盛在贵阳被处决。
- 嘉庆二十年（1815年），法国巴黎外方传教会传教士徐德新在成都被处决。

### 俄国东正教在中国
- 康熙三十四年（1695年），东正教会俄国托博尔斯克教区主教托来华。
- 康熙五十六年（1717年），第一届俄国东正教北京传道团抵达北京。1712年康熙派内阁侍读图理琛等人经西伯利亚前往伏尔加河下游，慰问那里土尔扈特蒙古部落，作为同意借道俄国境内为交换条件，彼得大帝提出派传教士团来华。经康熙表示同意，俄国派出东正教驻北京传教士团便于1717年首次来到北京[12]。
- 雍正五年（1727年），中俄签订《布连斯奇条约》，中方正式允许俄國派東正教教士到中國傳教。
- 1847年7月，沙皇政府授权第十二届东正教北京传道团修士大司祭佟正笏（波里卡尔普），首次要求清政府允许俄商到新疆塔尔巴哈台（今塔城）、伊犁和喀什噶尔（今喀什）“三处通商”。
- 1858年，大司祭固利乙（Gurii）率领第十四届传道团前来北京换班。10月10日俄国外交部官员彼罗夫斯基从东西伯利亚总督任地伊尔库茨克直接到达北京，表面任传道团监护，实际上则是俄国驻华代表。12月，彼罗夫斯基向清政府声明是俄罗斯驻华全权公使，要求与清政府谈判《中俄天津条约》、《中俄瑷珲条约》的换约。虽然这违反清朝的外国使臣不驻京的规定，但是咸丰皇帝还是派理藩院肃顺、瑞常与彼罗夫斯基谈判[13]。1859年7月俄国派遣伊格那季耶夫来华，替代彼罗夫斯基。

### 耶稣会重返中国
- 乾隆三十八年（1773年7月21日），教宗克勉十四世发出敕令《吾主救世主（英语：Dominus ac Redemptor）》，解散耶稣会。1775年耶稣会中国省被迫解散，在华传教事务于1782年起由味增爵会受命接管。
- 1814年，耶穌會被教宗庇护七世重新恢復。
- 1842年7月11日，三位法國籍的耶穌會士南格祿（Fr. Claude Gotteland S.J.）、李秀芳（Benjamin Brueyre, S.J.）與艾方濟（Francois Esteve S.J.）重返中國，1847年在上海郊区徐家汇正式建立传教中心，徐家汇圣依纳爵堂至今留存。

### 新教传入中国
- 嘉庆十二年（1807年），第一位新教传教士，新教英国伦敦会的马礼逊来华传教，并任职于广州英国东印度公司。七年之後，第一個中國新教徒蔡高受洗。
- 道光三年（1823年），马礼逊按立第一位中国新教牧师梁发。
- 道光十年（1830年），裨治文抵达广州，他是新教第一位来华的美国传教士。
- 道光十五年（1835年），美国公理会传教士伯驾医生抵达广州，在广州十三行内新豆栏街成立了广州眼科医局，免费为病人治病，同时传教。
- 道光十八年（1838年），由于反天主教势力与天主教摩擦不断，清政府取缔了天主教在华的一切活动，许多天主教堂被政府没收，直到第二次鸦片战争结束后才将教堂发还，因傳教纠纷、欺壓傳統宗教等，引发许多教案。
- 道光二十七年（1847年)践行敬虔(Pietism)运动的瑞士新教巴色差会(Basel Mission)遣韩山明(Theodore Hamberg 瑞典藉)，黎立基(Lechler， Rudolf Christ Friedrich 德藉)两位牧师,于3月19日抵达香港，开启了长达一个世纪的面向广东东北部客家人"百年鞠育"宣教的历史, 共派遣62批188名宣教士(不包括家属, 其他志愿人员)，其中17人葬于广东、香港。1924年巴色差会事工管理工作开始移交客家华人, 成立中华基督教崇真会，总部设在龙川县老隆镇。差会于1951年被新占领中国的共产党政权彻底驱逐。同年香港区会与老隆镇名存实亡的总会脱离关系。羿年更名为香港崇真会, 独立运作教牧至今。

### 第一次鸦片战争与禁教令松弛
- 嘉慶十六年（1811年），嘉庆皇帝根据御史甘家斌的奏请，饬令刑部颁布《西洋人传教治罪专条》，对违反者处以“绞决”[14][15]。
- 嘉慶二十一年（1816年），方濟會意大利传教士藍月旺在監禁五年後，在長沙受絞刑。
- 嘉慶二十五年（1820年）2月18日，遣使会法国传教士刘格来在武昌被绞死。
- 道光二十年（1840年），遣使会法国传教士董文学在武昌被绞死。
- 道光二十年（1840年），爆发第一次鸦片战争，汉福会传教士郭实腊充当随军翻译和占领军定海知县。
- 道光二十二年（1842年），中英签订《南京条约》，英方四个翻译都是传教士，他们是郭实腊、马儒翰、李太郭和麦华陀。同年，美国归正会传教士雅裨理，美国圣公会传教士文惠廉进入厦门传教。这是新教在中国进入的第二个城市。第一个是广州。
- 1842年，英国圣公会在香港成立维多利亚教区，负责开拓香港、中国、日本、朝鲜、马来亚等地传教站。
- 道光二十三年（1843年），英国伦敦会传教士麦都思、艾约瑟来上海创立墨海书馆。
- 道光二十三年（1843年5月25日），法国遣使会传教士古伯察从西湾子出发，历经内蒙古、宁夏、甘肃、青海，长途跋涉18个月，于1846年1月29日到达拉萨。1852年出版《鞑靼西藏旅行记》。
- 道光二十三年（1843年11月11日），美北浸礼会的玛高温医生（D. J. Mac Gowan）到达宁波。
- 道光二十四年（1844年），中美签订《中美望厦条约》，美国传教士裨治文和伯驾任美方的翻译。该条约允许美国人可以在五个条约港口购买地产来建教堂、医院和墓地。
- 道光二十四年（1844年），在法国传教士的力促下，法国政府派遣使臣拉萼尼（Théodore de Lagrené）率领兵船七艘、轮船一艘来到广州沿海，于1844年10月24日强迫清政府在停泊于黄埔的一艘法国兵舰上签订了《中法黄埔条约》。法国除取得中英、中美条约中规定的全部特权外，还在第二十二款中规定法国人可在五口建造教堂，“倘有中国人将佛兰西礼拜堂、坟地触犯毁坏，地方官照例严拘重惩。”
- 道光二十五年（1845年），法国特使拉萼尼用炮舰相威胁，坚持必须由大清皇帝正式颁布命令，对天主教驰禁。清政府被迫让步。道光二十六年正月二十五日（1846年2月20日），道光皇帝发布上谕：“天主教既系劝人为善，与别项邪教迥不相同，业已准免查禁。”“各省地方官如滥行查拿，即予以应得处分”。还要求“所有康熙年间，各省所建之天主堂，除改为庙宇民居……准其还与该处奉教之人。”
- 道光二十七年（1847年），英国伦敦会传教士麦都思在上海重新组织翻译《圣经》。1850年《新约》翻译完毕，1853年，《旧约》翻译完毕。这部新译的《新约》被称为“代表译本”《圣经》。代表译本被英国圣经会采纳为海外标准本，成为当时中国最广为流行的圣经译本
- 咸丰元年（1851年1月31日），大英循道会差会俾士牧師(Rev. George Piercy)以義務傳教士身份自費抵達香港，同年12月進入廣州传教。
- 咸丰四年（1854年），英国传教士戴德生受中国传教会（福汉会）派遣，第一次来华，抵达上海，与宾惠廉一起共同传教。

### 基督教与太平天国
- 1834年，洪秀全在广州参加科举考试的时候，在广州龙藏街遇见传教士，并从其手中得到宣传基督教中文传道书《劝世良言》（梁发著，马礼逊代辑付印）的叙述。这条龙藏街就是提督学政署前边的一条街道，现在仍沿用此名。
- 1843年，洪秀全科举落第，大病，在家研读《劝世良言》。
- 1847年，洪秀全第三次科举失败，和族弟洪仁玕在广州拜浸礼会美国传教士罗孝全为师，申请受洗。罗认为洪对基督教理解不对，没有同意。之后，洪秀全模仿基督教使徒，与好友冯云山，走出家乡到广西传教。加入明室后代朱九畴所创立的上帝会。朱九畴死，洪秀全被推为教主。遭清政府通缉，逃至香港，跟福汉会普鲁士传教士郭实腊继续学习。1848年回广西，与冯云山、杨秀清、萧朝贵、韦昌辉、石达开结拜。1850年，洪秀全在广西金田起义。
- 1853年3月，太平天国定都南京。
- 1853年，小刀会占据上海县城，美南浸信会传教士晏玛太坚守邻近战区的教堂，并戏剧性地营救驻扎上海的清朝最高官员——苏松太兵备道吴健彰，帮助其从城墙上逃脱。
- 1854年5月，美部会传教士裨治文随美国驻华公使麦莲从上海进入太平天国辖区考察，回上海后发表《调查报告》，否定太平天国。
- 1854年，洪仁玕当时作为基督徒在上海英国伦敦会的墨海书馆学习天文历算，为时半年，后离开上海回到香港。1859年洪仁玕辗转抵达南京，成为太平天国重要领导人。
- 1857年9月，伦敦会传教士杨格非进入太平天国辖区考察。
- 1858年年底，伦敦会传教士伟烈亚力作为伊利近勋爵派出的三人代表团成员之一，到南京会见太平天国官员。
- 1860年8月，伦敦会传教士艾约瑟、杨格非等应忠王李秀成之邀，到苏州会见李秀成和干王洪仁玕，然后进入南京，获得在太平天国境内自由传教的权利。
- 1860年10月，罗孝全从广州经上海、苏州，抵达南京，拜见洪秀全。被授予管理外事的职务。但很快与太平天国不和，1862年1月到停泊在南京长江边的英国船寻求庇护，离开太平天国。

### 马神甫事件与第二次鸦片战争
- 咸丰六年（1856年），巴黎外方传教会法国教士马赖在广西被杀，成为法国参加第二次鸦片战争的借口。
- 咸丰七年（1857年），英法聯軍攻陷廣州，俘虜總督葉名琛。1858年英法聯軍北上，5月攻佔大沽炮台，兵臨天津，威脅北京。6月23日清政府與英、法、美三國分別簽訂了《天津條約》，內容有传教自由一条。
- 咸丰十年（1860年），清政府与英、法、俄，分别签订《北京条约》，全面开禁西方在华传教。
- 咸丰十年（1860年），美国公理会传教士卫三畏任美国驻华公使馆（北京）临时代办。

### 深入内地与教案冲突
- 同治五年（1866年），戴德生以基督教新教内地会名义率领一批传教士来华，抵达上海。
- 治元年正月十五日（1862年2月13日），发生贵阳教案，法国巴黎外方传教会传教士文乃尔被凌迟处决。
- 同治七年（1868年8月22日），发生扬州教案。
- 同治八年（1869年），美北长老会传教士丁韪良出任京师同文馆总教习。
- 同治九年（1870年），发生涉及法国天主教的天津教案，清大臣崇厚出使法国谢罪。
- 同治九年（1870年），大英浸信会传教士李提摩太抵达中国，第一站是上海，随后从山东登陆，进入山西内地传教。
- 同治十年（1871年），加拿大长老会传教士馬偕医生抵達香港，輾轉經過廣州，汕頭等地之後到達台灣進行「醫療宣教」
- 同治十二年（1873年），美南浸信会女传教士慕拉第来中国，在山东乡村传教，长达四十年。
- 光绪十一年1885年，剑桥七杰加入内地会。
- 1890年，在上海召开基督教全国代表大会上，李提摩太呼吁关注中国政府传播的对基督教的敌意，建议就此事向皇帝上书。并组成了一个七人上书委员会，成员有林乐知、阿什莫尔、布劳格特、约翰、穆尔、沃瑞，李提摩太[16]。

### 基督教与洋务运动
- 同治元年（1862年），清朝同文馆成立，英国圣公会传教士包尔腾任英文教师，1864年美国美北长老会传教士丁韪良也到同文馆工作。1869年，他被聘为同文馆总教习，对同文馆进行了全面的改造。
- 同治七年（1868年 ），上海江南制造局成立翻译社，这是中国最早的介绍西方科技的翻译出版机构，传教士韦烈亚力、傅兰雅、林乐知、金楷理（Carl Traugott Kreyer）等先后担任外方翻译。

### 基督教与戊戌变法
- 1848年，王韬应传教士麦都思的聘请，到上海墨海书馆工作。
- 1868年9月5日，美南监理会传教士林乐知在上海创办《万国公报》（原名《教会新报》（CHURCH NEWS））。
- 1874年，王韬在香港创办《循环日报》。
- 光绪五年（1879年），美国圣公会上海主教施约瑟（S. J. Schereschewsky）在上海成立圣约翰学院，1905年改名为圣约翰大学。这是中国最早的教会大学。
- 光绪九年（1883年），香港美国公理会传教士喜嘉理为孙中山、陆皓东等人行洗礼。
- 光绪十三年（1887年），英国伦敦会传教士韦廉臣（Alexander Williamson, 1829-1890）发起成立广学会。这是中国近代第一个全面介绍西方科学文化的出版机构。康有为、梁启超主要通过《万国公报》和廣学会出版的书刊了解西学。
- 光绪十六年（1890年），王韬被聘为《万国公报》特约写稿人。
- 1894年10月，《万国公报》发表孙中山《上李鸿章书》。
- 光绪二十一年（1895年），梁启超担任英国传教士李提摩太的中文秘书。美国公理会传教士丁家立（Tenney Charles Daniel）出任天津北洋西学学堂总教习。
- 光绪二十四年（1898年），美北长老会传教士丁韪良出任京师大学堂西文总教习。

### 曹州教案与德国占领胶澳
- 光绪二十三年（1897年），发生涉及德国天主教的曹州教案，成为德国占领胶澳地区（今属青岛市）的借口。

### 义和团事件与庚子赔款
- 光绪二十六年（1900年），在山东、天津、北京、山西、内蒙等中国北方主要省份，发生大规模迫害屠杀天主教和新教的义和团运动，成为八国联军入侵北京的借口。
- 光绪二十八年（1902年），英国浸信会传教士李提摩太（Timothy Richard）建议将庚子晋省教案赔款白银50万两就地兴办中西大学堂。经中英双方议定，合办山西大学堂。
- 光绪三十二年（1906年），美国公理会传教士明恩溥（A．H．Smith）回美国宣传“退款办学”，并求见总统西奥多·罗斯福，建议用清政府的“庚子赔款”在中国办教育，和资助中国学生来美国留学。

### 基督教与辛亥革命
- 光绪九年（1883年），香港美国公理会传教士喜嘉理为孙中山、陆皓东等人行洗礼。
- 光绪二十八年（1902年），宋教仁被武昌美国圣公会文华书院录取为学生。
- 1904年10月，黄兴在湖南长沙策动反清起义事泄遭清政府追捕，在基督教圣公会教士黄吉亭掩护下，黄兴从长沙逃往上海，最后逃去日本。
- 光绪三十二年（1906年），在武昌美国圣公会牧师胡兰亭支持下，该会教会阅报室“日知会”司理、基督徒刘静庵组织日知会，宣传反清革命主张。
- 1910年，中华基督教青年会干事同盟会会员王正廷，秘密参加宋教仁同盟会中部总会活动。
- 1911年，中华基督教青年会干事王正廷出任武昌起义中华民国军政府湖北都督府外交次长。后任南京临时参议院副议长。

### 中國內地會的興起
中國內地會創辦人，戴德生（1832~1905），出生英國，十七歲歸信基督教，同年決定獻身為傳教士。他於1854年抵華傳教，共在華51年。
- 1866年：創立內地會：其策略為「憑信心過生活、工作」，這樣的生活觀念，帶給中國信徒有很重要的影響。基地在浙江。
- 1867年：進入江蘇。
- 1875年：進入河南。
- 1876年：分派傳教士前往山西、甘肅、四川、貴州等地。因為事工的需要量越來越多，人手經濟上都需要增添，因此，他們開始去到各個國家當中傳遞異象，鼓勵更多的青年人加入在這宣教的行列。除此之外，還有其他的差會也加入內地會的系統，一起在內地福音事工上服事，此時的內地會便成為了中國最大的差會團體。
- 1885年：劍橋七傑加入內地會，轟動一時。

內地會奉行本色化原則，一貫訓練中國同工自立、自養、自傳；同時採取整全的宣教策略，在以福音拓荒為主要重點的同時，在文字、醫療、教育等方面取得了十足的進展。

### 经济文化交流
- 嘉靖三十九年（1566年），道明会葡萄牙传教士达克鲁斯在一封信中介绍了中国茶叶。
- 明朝末年，传教士将土豆引入中国，当时土豆被叫做荷兰薯。（日本的土豆是荷兰人于1598年带至长崎港）。
- 万历二十九年（1601年），利玛窦在北京与李之藻合作，翻译绘制《坤舆万国全图》，并刻版刊行。
- 万历四十八年（1620年），耶稣会传教士邓玉函把天文望远镜带入中国。
- 天启三年（1623年），艾儒略根据庞迪我、熊三拔所著的底本编译成《职方外记》，介绍世界地理。
- 1687年，耶稣会传教士利玛窦翻译的《论语》拉丁文本，在法国巴黎出版。这是孔子首次被介绍到西方。以后《论语》被转译成法文、英文等。
- 1698年，耶稣会传教士巴多明（Dominique PARRENIN）来华，后来他的介绍中国文化的书信，影响了法国启蒙运动学者伏尔泰。
- 康熙四十七年（1708年），传教士白晋、杜德美、雷孝思等人主持测量绘制全国地图，历时11年，绘成《皇舆全览图》。
- 康熙五十一年（1712年），在景德镇传教七年的耶稣会法国传教士殷弘绪，写长信给法国，详细地介绍了景德镇瓷器的制作工艺，使中国瓷器制造工艺的秘密被公开。
- 道光十五年（1835年），美国公理会传教士伯驾医生抵达广州，在广州十三行内新豆栏街成立了广州眼科医局，免费为病人治病，同时传教。
- 道光十七年（1837年），英国东印度公司医生郭雷枢Thomas Richardson Colledge在澳门成立医学传教组织中国博医会（Medical Missionary Society of China）。
- 道光二十三年（1843年），美北浸礼会传教士玛高温医生在宁波创办“浸礼老医局”，后改名为“华美医院”。
- 道光二十四年（1844年），英国女传教士艾迪绥将一所女子学校从爪哇苏腊巴亚迁到中国宁波，称为“宁波女塾”，这是中国第一所教会女子学校。
- 咸丰八年十一月十五日（1858年12月19日），美北浸礼教会传教士玛高温在宁波创办《中外新报》。初为半月刊，不久改为月刊，出至十一期而中止。
- 同治七年（1868年 ），上海江南制造局成立翻译社，这是中国最早的介绍西方科技的翻译出版机构，传教士韦烈亚力、傅兰雅、林乐知、金楷理（Carl Traugott Kreyer）等先后担任外方翻译。
- 1869年，以法国传教土吉恩·皮埃尔·阿尔芒·戴维川西，在四川雅安的宝兴县，看到了大熊猫，并首次收集了标本。
- 1871年，美国圣公会在武昌创办文华书院。
- 1892年，法国传教士田氏从越南携带咖啡树苗，进入云南宾川县平川镇朱苦拉村种植，这是中国栽种咖啡树的开端。
- 1897年2月11日，上海美北长老会牧师费启鸿帮助由原美北长老会美华书馆（American Presbyterian Mission Press）工人夏瑞芳、鲍咸恩、鲍咸昌、高凤池四人，成立商务印书馆，是为中国第一家现代出版机构。
- 1906年盛夏，江西大余县基督教信义会德国传教士邬利亨，避暑旅游，进入西华山，在山里他发现许多烏黑發亮的石头，用手掂量感觉很重，他意识到这可能是一种矿石，于是拾了一些带回教堂。第二年邬利亨带回一些回国，找德国矿物专家鉴定，这些石头竟然是宝贵的钨矿石。

### 早期新教传教士
- 马礼逊，1807年来华。
- 郭实腊
- 韩山明
- 黎力基
- 裨治文
- 伯驾（第一位医疗传教士）
- 麦都思
- 薛承恩
- 戴德生
- 李提摩太

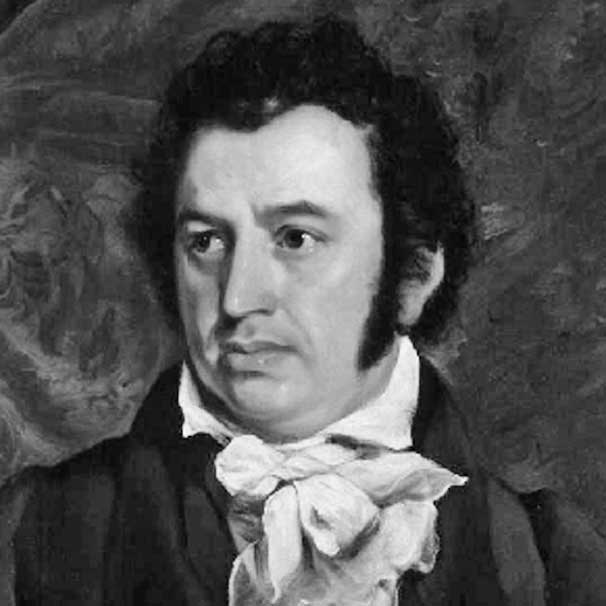
马礼逊（Robert Morrison）

- 第一位殉道的中国新教徒是广东博罗的Che Kam Kong（Chea Kunkong），他1865年去香港，1866年成为基督徒。5年中带领博罗一百余人信教。长辈不满他抛弃传统，警告他停止传教，但被他拒绝。1871年被捕，被强迫放弃信仰。他说，"你能杀我的肉身，不能杀我的灵魂"，随后被推出城门杀害；尸体被扔进附近的河里。

## 中華民国

### 宗教自由
直到民国成立以后，中華民國臨時憲法中保障了宗教自由，加上當時很多革命人士以及支持革命的人也是新教徒（例如：孫中山 、宋教仁、廖德山，以至後期的蔣介石和張學良等），因而在民國以後新教的發展比清朝時好，直到1949年中共成立中華人民共和國成立為止。至中华人民共和国成立前夕，基督徒人数近70万人。
由于基督教教义强调只能信獨一上帝，不能拜其他偶像，因此与"祭奠祖先"等很多中国传统习俗产生了很大抵触，使得基督教之前在中国一直没有得到很好的传播和发展，直到后来来中国传教的剛恆毅總主教（1876年－1958年）与雷鸣远神父解释中国人祭祖敬孔礼并不违背教会的信仰，中国人这么地做是为了向已亡的父母和祖先表达尊敬。教宗庇護十二世因而在1939年12月8日删除了祭祖敬孔的禁令，才解决了这一问题。然而，新教一直也不接受中国人拜祖先。（彭育申，2000）

### 基督教青年会
1912年，在上海成立中华基督教青年会，当时的名称是“中华基督教青年会全国组合”（The National Committee of the Y. M. C. A. in China），首任总干事为美国南部美以会教士巴乐满（Fletcher Sims Brockman 1867 ~ 1944），副总干事为中国王正廷。青年毛泽东曾作为义务教员参与过青年会智育部晏阳初在长沙进行的平民教育运动。
1922年，第一次直奉战争中，奉天基督教青年会总干事普莱德（Joseph Platt）会同奉天施医院院长英国人雍维林，与天津基督教青年会总干事罗伯·克来克，在停泊在秦皇岛外的英国巡洋舰"麦尔迪"号上会谈，促成直奉双方于6月17日达成停战协议。

### 非基督教运动
- 1919年巴黎和会对中国的不公，引发五四运动，之后在蘇聯共產黨和中國共產黨等左翼政治團體的推波助瀾之下，引发了一场从1922年到1927年间的“非基督教运动”。这场运动与义和团运动不同的是，许多知识青年也参加进来。

- 1923年6月14日，天主教意大利人梅占春神父被湖北应山县农民武装首领雷么扣为人质。中国政府迅速营救。湖北督军萧耀南派军队围剿雷么，梅神父被救出，但在交火中受伤，9月4日身亡（一说梅神父被雷么枪决）。事后萧耀南等湖北名流集资在汉口建立梅神父纪念医院。

### 本土自立教会的形成
“非基督教运动”的反帝国主义行动，促进了中国人独立教会“自治、自养、自传”的实践。倪柝声创办的地方教会，就诞生在这个时代。

### 传教士与中国共产党
- 1929年瑞士新教巴色差会向广东客家山地派遣的两位宣教士万保全(Rev.Walter Ernst瑞士藉),毛鼎如(Rev.Maurer-Ziegler Hermann德藉)先后被共产党绑架.

```
-萬牧于1929年夏被游击队所绑架, 被勒索5万大洋.   在16个月的羁押期间多次遭撕票威胁.  后经国民革命军解救于1930年底脱险.
-毛牧于1929年10月31日被朱德所率红四军在梅县绑架.被羁押在毗邻广东的江西一个苗家大寨里，被勒索6万大洋。后经部分在梅县被差会的德济医院所救治的红军伤兵的求情,勒索改为索要一批医药品.差会本着 "阳光照义人也照歹人"的信念,提供了药品.毛牧遂于1929年12月19日脱险.
```

- 中共认为传教士是帝国主义，因此在苏区驱逐或者逮捕外国传教士。1932年5月，中华苏维埃共和国临时政府由瑞金致电南京国民政府，以释放苏区所有传教士作为条件，要求释放共产国际特工牛兰夫妇。可证明苏区关押着外国传教士[17]。
- 1934年12月8日，红军方志敏部队在皖南旌德县绑架内地会美国传教士师达能夫妇，提出2万巨额赎款释放条件，被拒绝后，将师达能夫妇撕票。
- 1935年，红军长征路上曾逮捕内地会瑞士籍英国传教士薄巳作为人质长达一年，勃沙特获释后回国发表《神之手》，第一次向世界介绍红军。
- 1949年，天主教神甫雷震远离开中国，回国写作《内在的敌人》一书（THE ENEMY WITHIN: An Eyewitness Account of the Communist Conquest of China ），回忆他在中国的经历，表示对中共武装革命的强烈不满，以及對其所隱藏的潛在隱患的揭示。

### 抗战时期
- 侵华日军宣传他们要把中国人从西方人的奴役下解放出来，因此对欧美背景的基督教也极力压制和打击。抗日战争中，沦陷地区的欧美背景的基督教教会活动基本上停止，教堂被摧毁或者占用，未撤走的西方传教士被逮捕拘押。少数中国自立基督教教会勉强保持低调活动，例如北京王明道的“基督徒会堂聚会”。日伪还于1942年18日成立由日本控制的华北基教联合促进会。一部分日本基督教牧师也随军进入中国[18]。

- 1930年，英国独立女传教士艾伟德来到山西内地，创立了八福客栈，一边传教，一边收养孤儿。抗日战争爆发后，她带领90多名儿童，长途跋涉，转移到西安。书籍The Small Woman和电影Inn of the Sixth Happiness讲述的是传教士艾伟德的故事。

- 天主教遣使会神父雷鸣远于中日战争初期，组织救济团队，救治中国各地平民。

- 因为战争，男性都参军去，外国传教士被抓进集中营去，为了延续教会事奉，中华圣公会决定在香港按立一位女性（李添嬡女士）成为牧师，然后派往澳門赴任，成为全世界第一位被按立的女性牧师。中华圣公会的决定引起当时全世界教会的反弹，因为过去女性从来没有担任过教会内任何重要职位。在普世圣公宗其他教省要求之下，该位女牧师被逼辞去牧师之职位；另一方面，中华圣公会努力斡旋，陈明当时中国形势的险峻。最后，中华圣公会的决定终于得到普世圣公宗其他教省得认同。

## 近代基督教在华之貢獻
民國成立以後，中國政府一再表示對各宗派一視同仁，基督教在中國傳佈，成效驚人。而教派除了傳道事工之外，並致力於各種社會事業，如建設大學、醫院、書局、救濟院、孤兒院等。另一方面，中國自治教會，也逐漸增多，遍及中國各地，遠及海外，為中國基督教展開一新的局面。
光緒二十六年（1900年），新教教團數目計有六十一個團體、信徒數九萬五千九百四十三人；但到了光緒三十二年（1906年），教團數以增至八十二、宣教師數目亦增至三千八百三十三人。民國成立以後，教士、教徒數目均激增。根據民國二年（1913年）的統計：宣教師有五千三百九十四人，而信徒數亦增至二十四萬五千九百五十九人。到了民國三年（1914年），教團數以增至一百七十，宣教師亦增為五千九百七十八人，且信徒數以致二十五萬三千二百十人。據抗戰前（民國二十四年）的統計，全國新教教會數有七千二百八十一、信徒數為五十一萬三千、民國二十四年（1935年）一年當中，就曾為四萬三千人改宗者施行浸禮。據稱：如包括尚未洗禮的慕道者在內，信徒總數以達百萬人之數。

### 基督教与中国现代教育
天主教和新教都在中國建立了一大批教育機構，從幼稚園一直到大學。一些中國著名大學起源於教會學校。比較著名的新教中學早期有煙台中學，後期有培正中學、培道中學（在一二三事件之前）等，大學則有燕京大学、嶺南大學、上海聖約翰大學、湘雅医学院、华中大学等。而天主教部分有震旦大学、津沽大学、輔仁大學和靜宜大學等。這些學校都為中國培養了大量吸收了西方教育的知識份子。
基督教在華所成立的學校、有幼稚園、小學、中學、大學及各種弱勢機構、老幼院（如：盲啞學院、養老院、孤兒院等）等各種。據民國二十六年的統計：男子中學有一百間、女子中學有九十五間、男女合校的中學有五十四間。中學數計二百五十九，學生數約有五萬。大學計有十三間，有：濟南的齊魯大學、福州的福建協和大學、華南女子大學、南京的金陵女子理學院、金陵大學、上海的聖約翰大學、滬江大學、蘇州的東吳大學、成都的華西協和大學、杭州的文江文理學院、武昌的華中大學、廣東的領南大學、北京的燕京大學等。（據民國二十六年的統計，上述十三所大學的學生數計有六千四百二十三人），至於教會所興辦的小學，據民國十一年（1922年）的統計：高小九百五十六所，學生三萬二千八百九十九名。初小五千六百三十七所，學生十五萬一千五百八十二名。 出版事業方面，教會所創辦的雜誌刊物，在民國二十五年（1936年）時，計有中文雜誌二百十一種，英文雜誌二十七種，合計總數為二百三十八種。民國二十四年所出版的基督教叢書計有四千種之多，由六十九所基督教印刷廠分別承印，並有一百三十家專售基督教叢書的教會書局。

### 在醫療方面
除宣教團隊的醫師對貧民免費看診及贈藥外，並在各傳道據點建立醫院或診所，其中亦不乏醫術高明的宣教醫生。在中國基督教的醫學協會，早在一八三八年（道光十八年）就有中國博醫會（Medical Missionary Society of China）的成立。該會由一群外籍宣教師所組成，其主要目的為提供義診，並先後資助在澳洲、廣州、上海、香港、寧波、廈門等地醫院。該會又出版中文醫療書籍，及主辦醫療人之教育等事工。
另一個規模較大的醫療協會：中國醫療傳道協會於一八九0年（光緒十六年）首次的集會，其第二次大會於一九０五年（光緒三十一年）在上海召開，係由基督教醫師所組成的全國性團體。此後，該會又在一九０七年（光緒三十三年）、一九一０年（宣統二年）、一九一三年（民國二年）、一九一五年（民國四年）、先後開過幾次會議。該會曾經發行醫學定期刊物，及出版數種醫學叢書，其中重要的有中、英對照的醫學辭典。
一九一五年（民國四年），由歐、美回國的中國醫學生，在上海成立了：中國醫學會。隔年（一九一六年），該會與中國醫療傳道協會在廣州開會，決議協助中華基督教青年會成立全國公共衛生聯合委員會。在此時期，該會對各種流行病（如：天花、鼠疫、霍亂、結核病等）的防治，曾貢獻不少。
教會創辦的中國醫療傳道協會，為求全國醫療工作的擴展，於一九二五年（民國十四年），自動要求合併於中國醫學會。中國醫學會，最初稱為：「中華民國醫藥協會」，一九二七年（民國十六年）遷移上海後，改稱為「中國醫藥會總會」，並在全國各地設立了分會。

### 在改善社會方面
基督教曾在中國成立各種組織來幫助當地的百姓，以破除迷信、戒煙禁賭、輔導妓女從良等。而重要的組織有以下幾個團體：
- （一）萬國改良會分會：成立於1808年，初任幹事為丁義華，勸人戒除菸酒嫖賭。該會對鴉片的禁絕，主張尤力。該會的經費，最初倚賴美國總會的供應，當歐戰發生時，改名為「中國萬國改良總會」，並宣布經濟的獨立。
- （二）中華國民拒毒會：成立1924年八月，設總會於上海，發行拒毒月刊。該會係由中華全國基督教協進會，聯合基督教青年會及中國醫學會等團體共同發起的。該會曾在各地舉辦演講，印發拒毒圖畫。該會的工作，到七七事變發生後，因戰亂而告停頓。
- （三）中國婦女節制會：成立於1907年，總會設於上海，由「萬國節制會分會」，相助成立。初任的會長，為上海長老會的范女士，後由九江美以會的石美玉醫師繼任，會務很有進展。該會的主旨，亦為反對菸酒、娼妓，並謀求婦女權益者。另一方面，萬國節制會仍繼續在華工作，1909年北京公理會的美籍女教士富軻慕慈夫人擔任幹事。到處演講，組織支會，計成立支會四十七處。該會在華曾創辦一「節制女子家事學校」於江灣，八一三事變以後，遷往上海租界，改名為「新女子職業中學」。
- （四）道德會：1918年，由上海基督教教士公會及基督教婦女禁酒會等十七個團體，組成一個「風俗改良會」，到1920年更名為「道德會」。該會設立有「婦女教養所」，收容沿街拉客的妓女，輔導他們有一謀生的技能，在「婦女教養所」中設立有各種技能訓練班。該會並建議政府，逐年減少妓院的數目，每年按照抽籤，減少20%，並提倡嚴格取締未領執政的私娼。該會發行進德報，並在學校提倡性教育及衛生。

## 中华人民共和国

### 三自爱国运动
- 1949年中华人民共和国成立后，政府开始對基督教会實施所謂的「社會主義」改造，實質上是將基督宗教至於中共的嚴厲控制之下。外国教牧人员被迫离开大陆到香港、台湾或回到母国。
- 1950年7月，中国基督教界吴耀宗等人联名发表“三自宣言”，發動所謂的三自爱国运动，表面上号召教会“自治、自养、自传”，實質上中国教會自此全面置於中共的控制之下。
- 1951年，发动指任过去的基督教是所謂的帝国主义侵略工具的控诉运动，切断国内教会与国外教会的一切联系。所谓的外国教会在中国的所謂代理人逃到香港、台湾和国外，或者被中共驱逐出境。天主教美国瑪利諾會传教士华理柱（James Edward Walsh ，1891-1981），在1958年10月18日在上海被判处20年徒刑，直到1970年7月10日，因中美关系将要有重大变化，才被提前释放，成为最后一个离开中国的西方传教士。
- 1954年7月，中国基督教第一届全国会议召开，成立中国基督教三自爱国运动委员会，實質上是政府的一個對於宗教的主管機關，而非教會。中共提出所謂的“热爱祖国，遵守国家法令，坚持自治、自养、自传，独立自主自办教会的方针”，實質上是強化共黨對於教會之控制。
- 1957年成立中国天主教爱国会。
- 1958年各种不同信仰礼仪背景的教会实行“联合礼拜”。

### 文化大革命
- 文化大革命时期，中国基督教受到严重的衝擊，並且遭到嚴重的破壞，教牧人員受到嚴重傷害，一切宗教活动基本停止。文革结束后，政府雖然對於文革時代的做法實行「撥亂反正」，但是實際上一直沒有從根本上改變對於基督信仰的偏見。這一點可以從歷史教科書上窺見一隅[來源請求]。

### 今日中国大陆基督徒
今天，中國基督徒主要包括天主教徒，新教徒、还有为数极少的东正教徒。天主教、新教列在官方承认的五大全国性宗教之中，东正教则在黑龙江省等部分地区被官方承认。
虽然中国大陆由於政府的政權性質，在大中小學內实行无神论宣传教育，並壓制校園內的傳教活動，但是宪法规定中华人民共和国公民有宗教信仰自由。政府制定《宗教事务条例》，规定宗教活动只能在政府登记的宗教场所进行，否则为非法。另外，有一些条款，例如“禁止在登记场所以外的场所传教”、“外籍人士除非受邀请不准传教”、“跨省宗教活动需经审批”等等，与宪法上“宗教信仰自由”的条款有争议。随着中国的开放与发展，基督教在中国的状况开始受到其它国家教徒的关注。
目前全国性的三自爱国教会（西方称之为“政府教会”或“官方教会”）组织，中国天主教有中国天主教爱国会和中国天主教主教团，中国基督教新教有中国基督教三自爱国运动委员会以及中国基督教协会。

### 分布
天主教和新教在中国各省的分布相当悬殊。
中国天主教徒最集中的省份是河北（占全国1／3）。许多国际知名的天主教地下教会的领袖（如已故的保定教区范学淹主教），都来自该省。河北保定附近的东闾村，是著名的圣母朝圣中心。其次是山西、陕西、内蒙古、四川、福建（长乐、福安）以及上海市。山西太原教区清徐县的六合村有7000名教徒，可能是中国天主教徒最多的村庄。
新教徒最集中的5个省份是河南、浙江（特别是温州市以及杭州市萧山区、慈溪、温岭等）、福建（特别是福清）、安徽、江苏（主要在宿迁、淮安）。其次是山东、云南、黑龙江（特别是大庆）、辽宁、江西等省。其中以河南的信徒最多，全省有5%人口是新教徒（不包括家庭教會的信徒）。浙江温州地区由于信徒众多，已经呈现教堂林立的情形。云南省西北角的贡山县新教徒占总人口比重高达85%，是中国基督徒比重最高的县。

### 官方基督教组织
1979年以后，中国大陆基督教出现显著复兴。由于三自爱国运动，官方新教教会的中国基督教三自爱国运动委员会、中国基督教协会和官方天主教会的中国天主教爱国会、中国天主教主教团都不承认教宗的行政权，因而被其他罗马教会视为分裂出的基督教组织。中国官方基督教组织必须遵守政府对他们制定的规章制度，因此被一些家庭教会看作是不貞節的教會。

### 与梵蒂岡的关系
梵蒂岡目前與中華人民共和國沒有建立外交關係。中国大陆的天主教三自教会实行自选自圣主教制度，拒絕接受梵蒂岡的领导。教宗任命的主教也無法正常在中國大陸開展宗教活動。中国现政府一直强烈反对梵蒂冈宣布的部分圣人，理由是这些人曾在中国大陸进行所謂的“非法活动”（以及1949年之后企图颠覆大陆政权）。

### 家庭教会
出於信仰上的堅持，许多基督徒选择在三自组织以外的聚会，称为家庭教会或地下教会。在现行中华人民共和国法律中，因家庭教会多数拒绝向政府登记而被視作非法。家庭教会在全国各地的处境很不相同，差异很大，浙江（例如温州）以及福建（例如廈門）的各大城市的家庭教会的力量很强盛，可能由于经济的原因。這些地區的地方政府往往都知道他們的存在，但通常不會阻止他們眾會；而其他一些地方，尤其是部分農村，家庭教会仍然受到很严厉的打压，家庭教會的信徒被拘捕的事件時有發生，有時甚至把探訪家庭教會的香港或外國信徒也拘捕了（因为国家《宗教事务条例》把外国人参加家庭教会聚会视为非法）。家庭教會因為相對缺乏牧養資源，长期处于地下，也不一定像官方控制的教會一樣有正式的训练有素或是有足夠經驗的宣教士帶領信徒，而使得偏離正信的異端以及對社會安全造成嚴重影響的教派有機會出現（例如：東方閃電）。家庭教會的主要傾向包括福音派、基要派、加尔文派、灵恩派、五旬宗，以及 自由主义神学等，派别比较多。

### 趋势
估算中国基督徒人数很难，因为许多人不愿公开自己的信仰。由於家庭教会多數沒有登記，所以估计家庭教会的信徒人數相當困难。
外間對於中國新教基督徒人口的估算落差很大。中国基督教三自爱国运动委员会和中國基督教協會（合称基督教全国「兩會」）在二〇〇二年的數字是約一千五百萬。而在海外機構之中，《愛德通訊》（Amity News）著名的一九九七年統計的數字則在一千萬到一千三百七十萬間。有不少坊間估計非常樂觀。有許多網上資料指中國信徒有五千萬以上，甚至有些數字超過一億。香港宣道會建道神學院基督教與中國文化研究中心主任蔡少琪2005年在基督教時代論壇指出，中國新教信徒數字只可能在二千萬左右，基於多種因素，外間的數字很可能嚴重高估 （页面存档备份，存于）。

### 教派
官方声称中国教会没有宗派之别，这指的是有官方背景的“三自教会”。但现存的五种宗教的内部各自有一些不同的独立派别。
除了基督教家庭教会之外，现在中国基督教之内还有基督复临安息日会、真耶稣教会和基督徒聚会处（地方教会）等教派在福建等省份举行单独聚会和礼拜，并不参加政府提倡的三自教会的不分派别的联合礼拜。

### 少数民族
少数民族中，傈僳族、景颇族、獨龍族、怒族、拉祜族、佤族、苗族、俄羅斯族、中國朝鲜族信仰基督教的比重较大。

### 国际访问和基督教
在北京等国际城市，已经在酒店里设立了专供外国人的聚会。
美国官方访问中国时常去中国教堂，2005年11月，美国总统乔治·沃克·布什访问北京时，参加缸瓦市教堂（北京开放的5所官方承认的新教教堂之一）。

### 中国东正教
在中国北方的黑龍江，現在有人数很少的一群东正教徒。中国东正教的历史可以追溯到17世纪被俘来到北京的俄国人。另外，在新疆北部的一些俄罗斯族人也是東正教徒。

## 中國對基督教的敵視和仇恨態度的形成
1840年代第一次鸦片战争后，中国被炮火打开国门，清政府被迫签订一系列不平等条约，基督教的传教活动亦被列入条约，传教士從此得以进入内地传教，基督教也随之进入中国。大批西方传教士以沿海通商口岸为基地迅速扩展基督教，建立教堂，同时也办立学校、医院、孤儿院等机构等進行傳教，基督教开始在中国获得了很多信徒。但部分中国人将传教士与列强混在一起，将对侵略者的仇恨转嫁到传教士身上，认为基督教是西方殖民主义者殖民统治的工具，认为基督教传教是文化、宗教的侵略，同時對基督教會中的部分人士和中国人而發生連串教案從而引起他们強烈的不满，把仇恨转化成暴力行为。终于在1900年发生了义和团运动，多名传教士和基督徒遭到杀害。
1919年巴黎和会对中国的不公，引发五四运动，之后蘇共和中共等左翼共產主義團體共同發動一场从1922年到1927年间的“非基督教运动”。这场运动与义和团运动不同的是，主要参加者是知识青年，也包括了当时主流的知识界人士，如在北京大学便有陈独秀、李大钊、蔡元培、胡适等人。然而應當注意的是，這些運動也對當今中國社會，包括政府（政府自身的政治屬性以及長久以來的教育系統對基督信仰的偏見的片面灌輸）對於基督教總體敵視且充滿仇恨的態度有著不可忽略的影響。
来自美国和英国的新教传教士在介绍中国方面的作用超过任何人。英国和美国宗派，如英国循道会，继续派遣传教士直到中华人民共和国成立后驱逐传教士。

## 延伸阅读
- 韓南：〈汉语基督教文献：写作的过程（页面存档备份，存于）〉。
- 《中国基督教史纲》王治心著（页面存档备份，存于）
- 朱峰《基督敎与近代中囯女子高等敎育（页面存档备份，存于）》 福建教育出版社 2002年
- 中国天主教历史大事回顾（页面存档备份，存于）
- early western mission in china
- 梁启超《中国近三百年学术史》
- 《中文聖經翻譯史》(聖經．中文．翻譯) （页面存档备份，存于）

## 基督教在香港文獻
- 香港浸會大學圖書館 華人基督宗教文獻保存計劃 (Preservation for the Documentation of Chinese Christianity)（页面存档备份，存于） 香港浸會大學圖書館, 特藏及文獻組
- 香港基督教文獻數據庫 (Documentation of Christianity in Hong Kong Database)（页面存档备份，存于） 香港浸會大學圖書館, 特藏及文獻組.
- 基督教古籍數據庫 (Christianity Rare Books Database)（页面存档备份，存于）  香港浸會大學圖書館, 特藏及文獻組.
- 當代中國基督教發展剪報數據庫(Christianity in Contemporary China Clippings)（页面存档备份，存于）  香港浸會大學圖書館, 特藏及文獻組.
- China Through the Eyes of China Inland Mission (CIM) Missionaries（页面存档备份，存于）  香港浸會大學圖書館, 特藏及文獻組.
- Library Holdings on China Inland Mission (香港浸會大學圖書館收錄中國內地會的資料)（页面存档备份，存于）  香港浸會大學圖書館, 特藏及文獻組.
- 香港教會期刊保存計劃 (Denominational Periodicals in Hong Kong)（页面存档备份，存于） 香港浸會大學圖書館. 華人基督宗教文獻保存計劃
- 香港基督教協進會年報  (Hong Kong Christian Council Annual Reports)（页面存档备份，存于） 香港浸會大學圖書館. 華人基督宗教文獻保存計劃
- 香港華人基督教聯會 (Hong Kong Chinese Christian Churches Union)（页面存档备份，存于） 香港浸會大學圖書館. 華人基督宗教文獻保存計劃
- 艾香德紀念圖書館藏書 (Reichelt Collection)（页面存档备份，存于）  香港浸會大學圖書館. 華人基督宗教文獻保存計劃
- 思高聖經學會藏書 (The Studium Biblicum OFM Collections)（页面存档备份，存于） 香港浸會大學圖書館. 華人基督宗教文獻保存計劃
- Chinese Missionary Art Collection （页面存档备份，存于）  Hong Kong Baptist University Library